# Carl Panagl-Holbein
Carl F. Panagl-Holbein (* 1952 in Wien) ist ein österreichischer Publizist und Fotograf.
Panagl-Holbein studierte Kommunikationswissenschaft, Kunstgeschichte und Philosophie an der Universität Wien.
Im Bereich der künstlerischen Fotografie hatte Panagl-Holbein zahlreiche Einzelausstellungen. Werke wurden u. a. durch die Sammlung Uwe Scheid (Deutschland) und durch das Museum der Photographie (Österreich) angekauft. Dieses Museum beherbergt eine wenig bekannte Sammlung von der Daguerreotypie bis zur zeitgenössischen Photographie.

## Schriften
Als Publizist trat Carl F. Panagl-Holbein u. a. durch Buchveröffentlichungen für deutsche und österreichische Verlage hervor:
- Zeugen einer großen Vergangenheit – aufgelassene Klöster in Österreich, Herold, Wien 1988. ISBN 3-7008-0368-0.
- Traumstraßen in Ungarn, Süddeutscher Verlag, München 1989. ISBN 3-7991-6359-X. Übersetzt ins Französische und Niederländische.
- Demut und Pracht. Klöster in Österreich, Kremayr & Scheriau, Wien 1991. ISBN 3-218-00519-1.
- Wien – sehen und erleben, Südwest Verlag, München 1992. ISBN 3-517-01351-X. Übersetzt ins Französische.
- Verborgenes Burgenland, Kral Verlag, Berndorf 2016. ISBN 978-3-99024-481-4.

Darüber hinaus schrieb er zahlreiche Artikel zu kulturhistorischen Themen.